# Liste der Monuments historiques in Arnancourt
Die Liste der Monuments historiques in Arnancourt führt die Monuments historiques in der französischen Gemeinde Arnancourt auf.

## Liste der Objekte
| Bezeichnung                           | Beschreibung                           | Standort                                     | Kennzeichnung | Schutzstatus | Datum | Bild |
| ------------------------------------- | -------------------------------------- | -------------------------------------------- | ------------- | ------------ | ----- | ---- |
| Skulpturengruppe Unterweisung Mariens | Stein, farbig gefasst, 17. Jahrhundert | in der Kirche Assomption-de-la-Vierge (Lage) | PM52000042    | Classé       | 1965  |      |